# Vallen (Sollefteå)
Vallen is een plaats in de gemeente Sollefteå in het landschap Ångermanland en de provincie Västernorrlands län in Zweden. De plaats heeft 60 inwoners (2005) en een oppervlakte van 50 hectare.